# Rue du Miroir (Strasbourg)
Pour les articles homonymes, voir Rue du Miroir.
La rue du Miroir (en alsacien : Spiejelgässel) est une voie de Strasbourg rattachée administrativement au quartier Gare - Kléber. C'est une petite rue transversale orientée nord-sud, qui va de la rue Gutenberg au no 29 de la rue des Serruriers et se prolonge par la rue de la Lanterne. 

## Histoire et toponymie

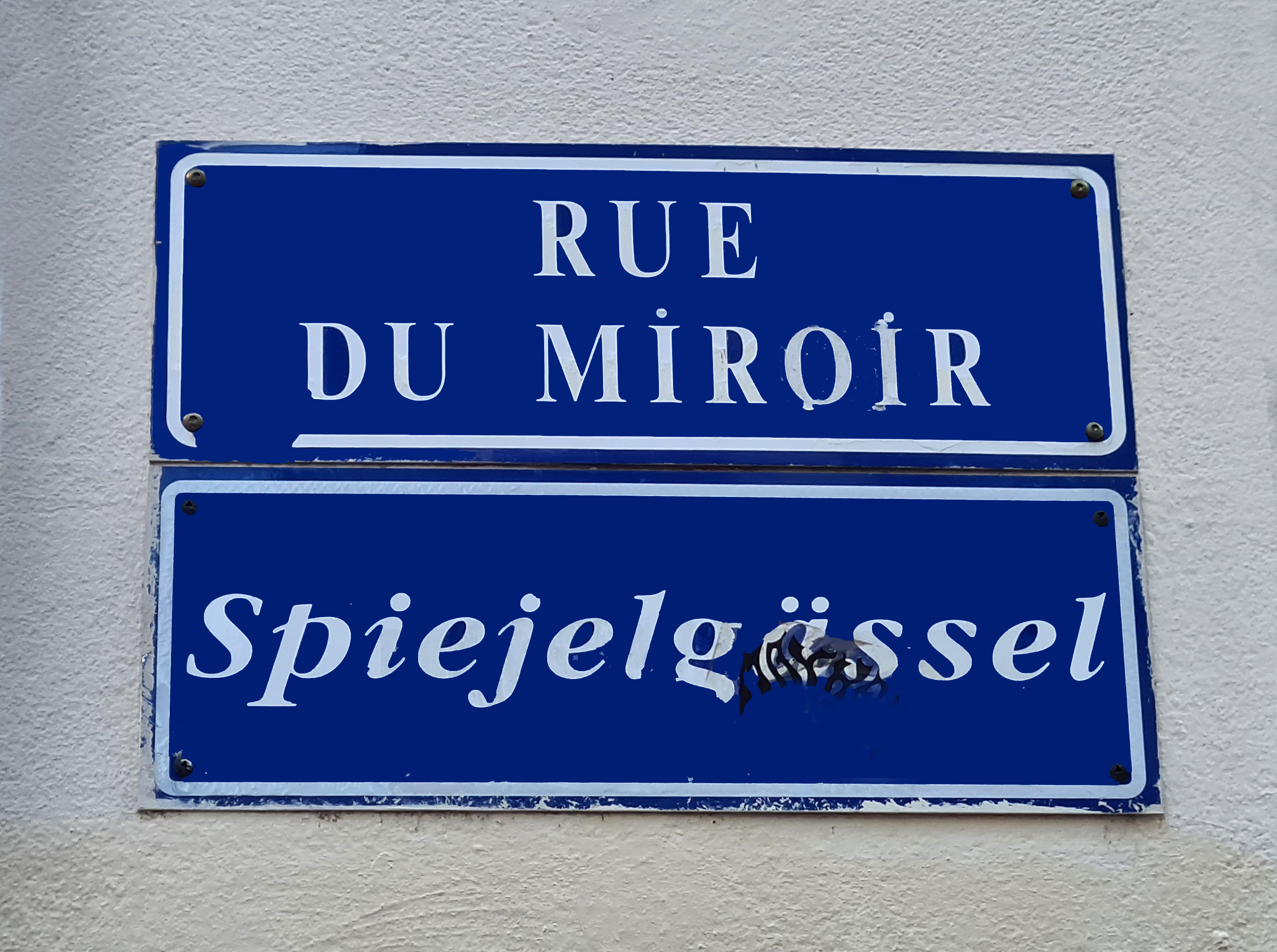
Plaque bilingue, en français et en alsacien.

Au fil des siècles, la rue porte successivement différents noms, en allemand ou en français : Spiegelgesselin (1377), rue de Haxo (1794), rue du Miroir (1817), Spiegel-Gässlein (1817), Spiegelgasse (1872), rue du Miroir (1920), Spiegelgasse (1940), rue du Miroir (1945).
Des plaques de rues bilingues, à la fois en français et en alsacien, ont été mises en place par la municipalité à partir de 1995. C'est le cas du Spiejelgässel.

## Bâtiments remarquables
no 1Même si la façade de prestige de l'ancien hôtel de la Tribu des Marchands (ou Poêle du Miroir) donne sur la rue des Serruriers (no 29) et qu'une autre façade latérale s'ouvre dans la rue Gutenberg (no 18), la rue du Miroir, qui doit son nom à la corporation, possède également une façade qui occupe presque toute la longueur de la rue (no 1).
La construction de l'immeuble s'est faite en plusieurs étapes. Les façades de la rue Gutenberg et de celle du Miroir ont été conçues en 1782 par Pierre-Michel d'Ixnard, puis construites par le maître-maçon Jean-Louis Muller.
Plusieurs éléments de cet ensemble font l'objet d'un classement au titre des monuments historiques depuis 1984.

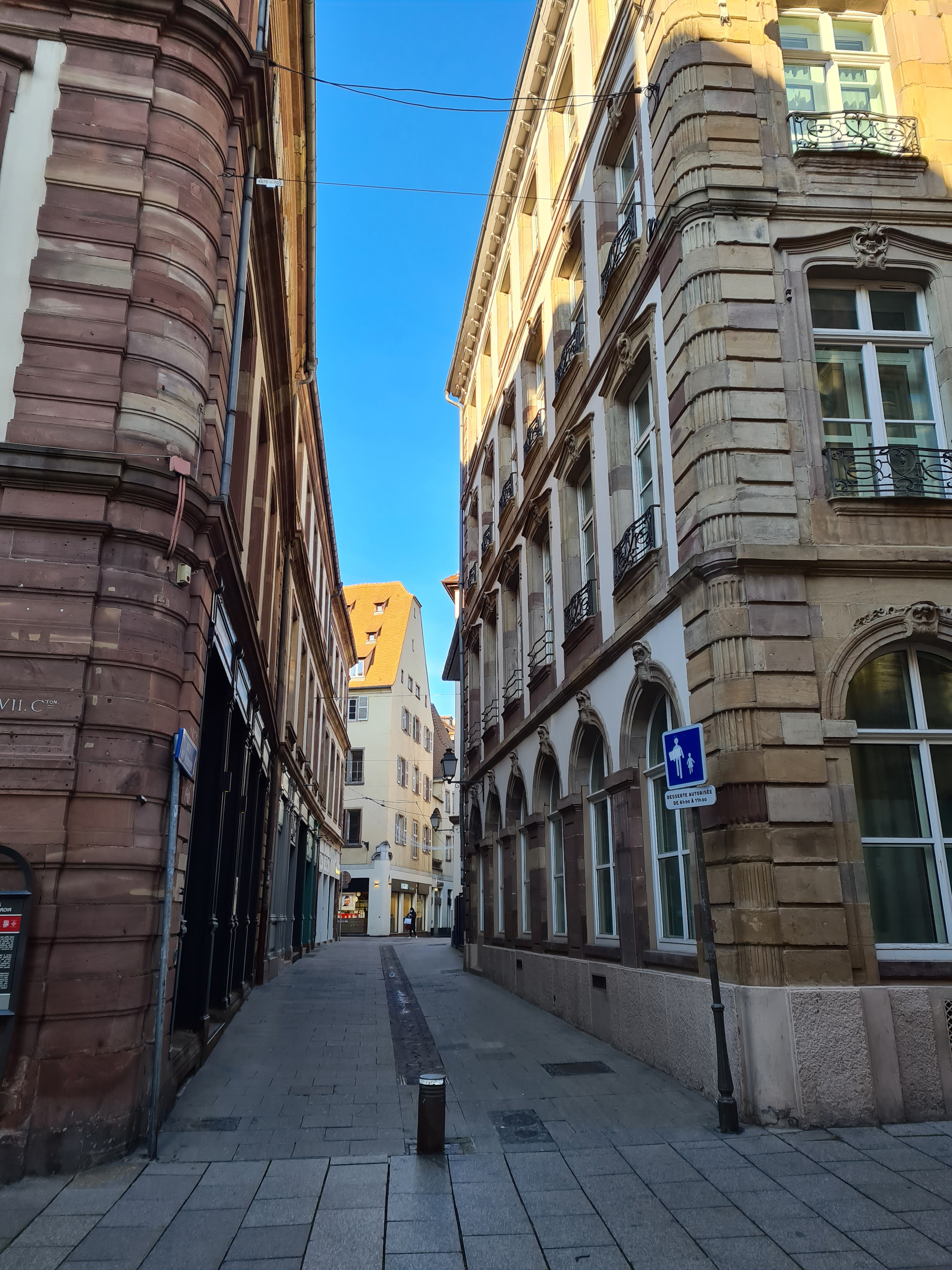
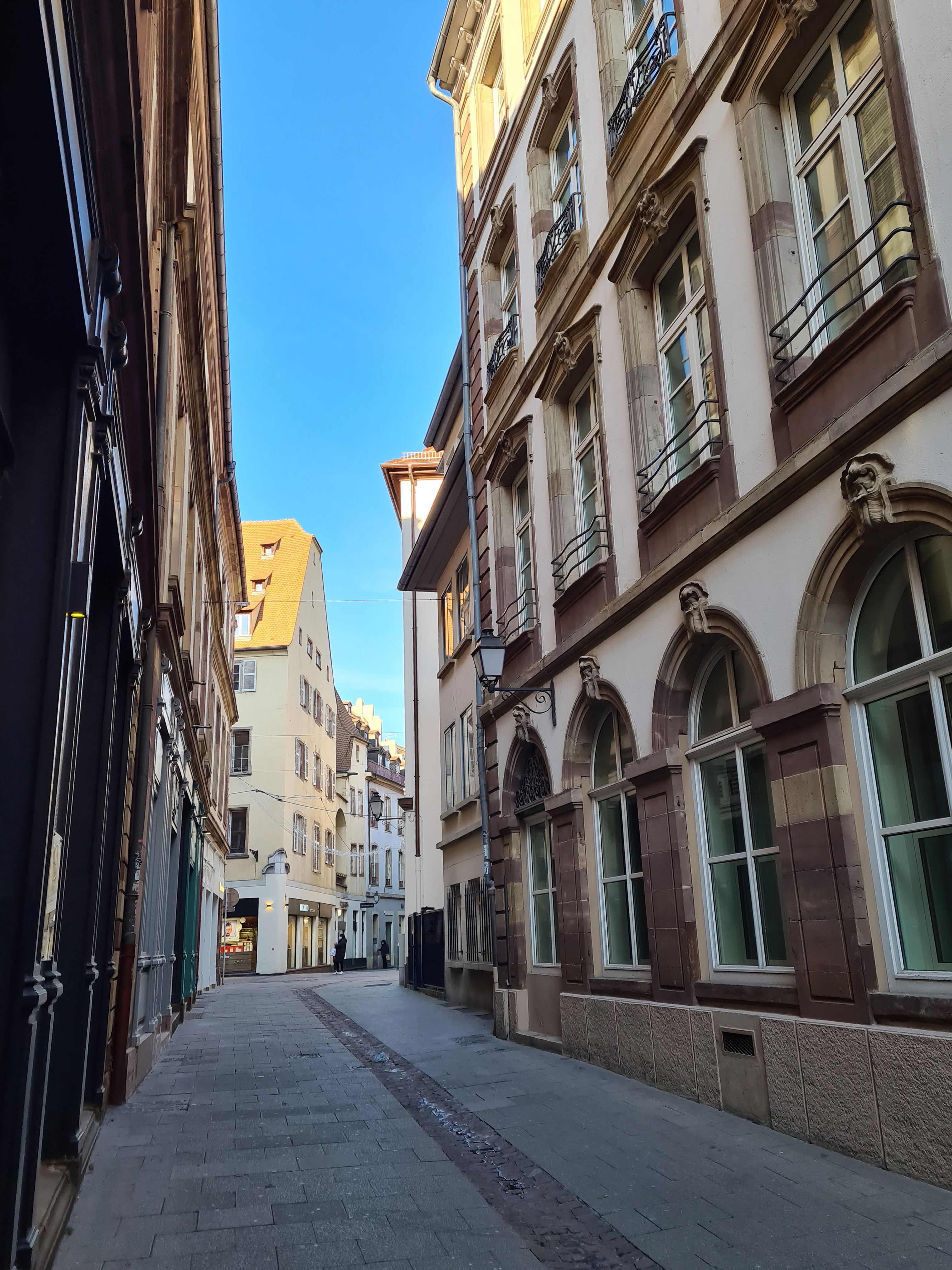
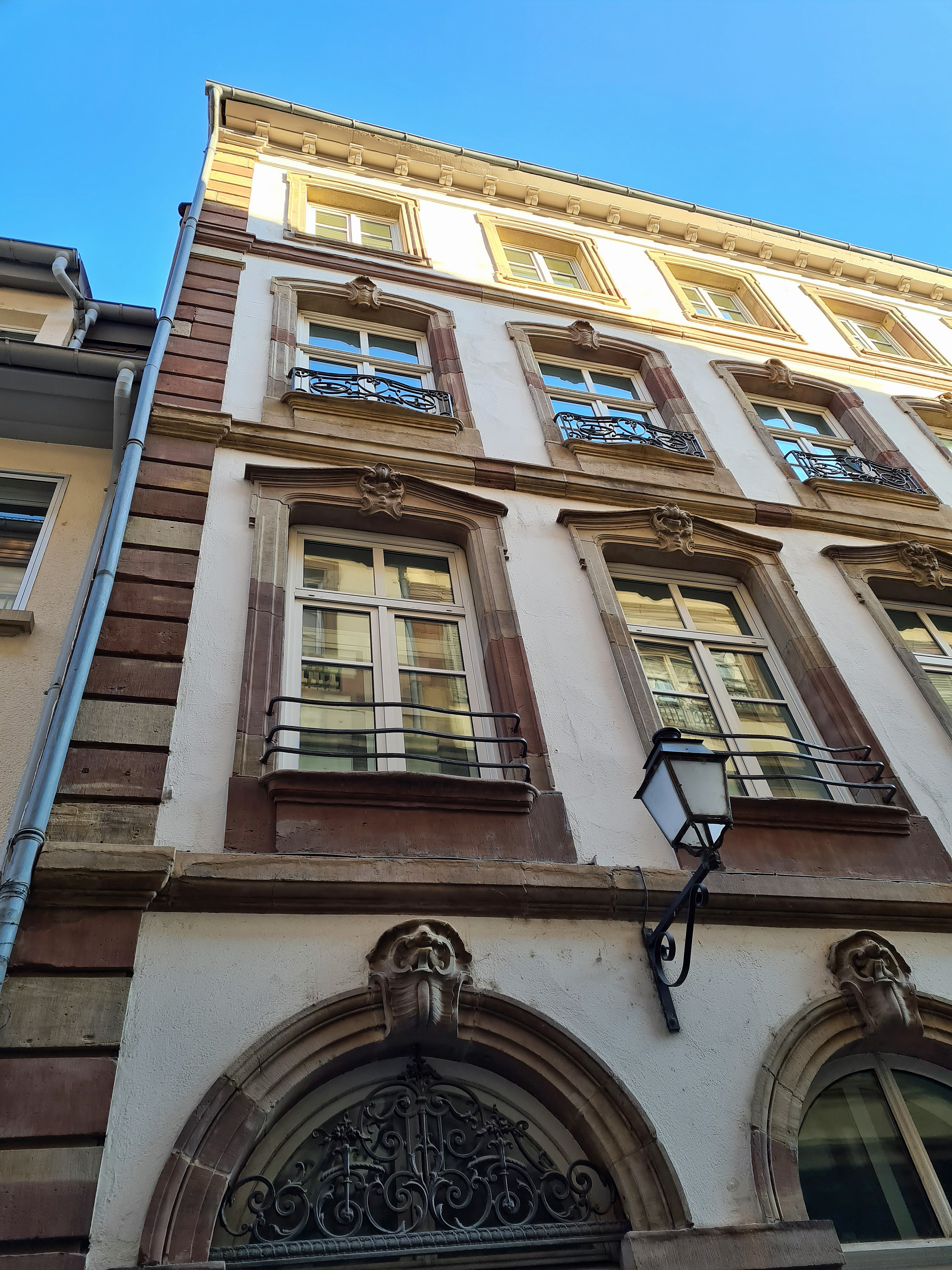
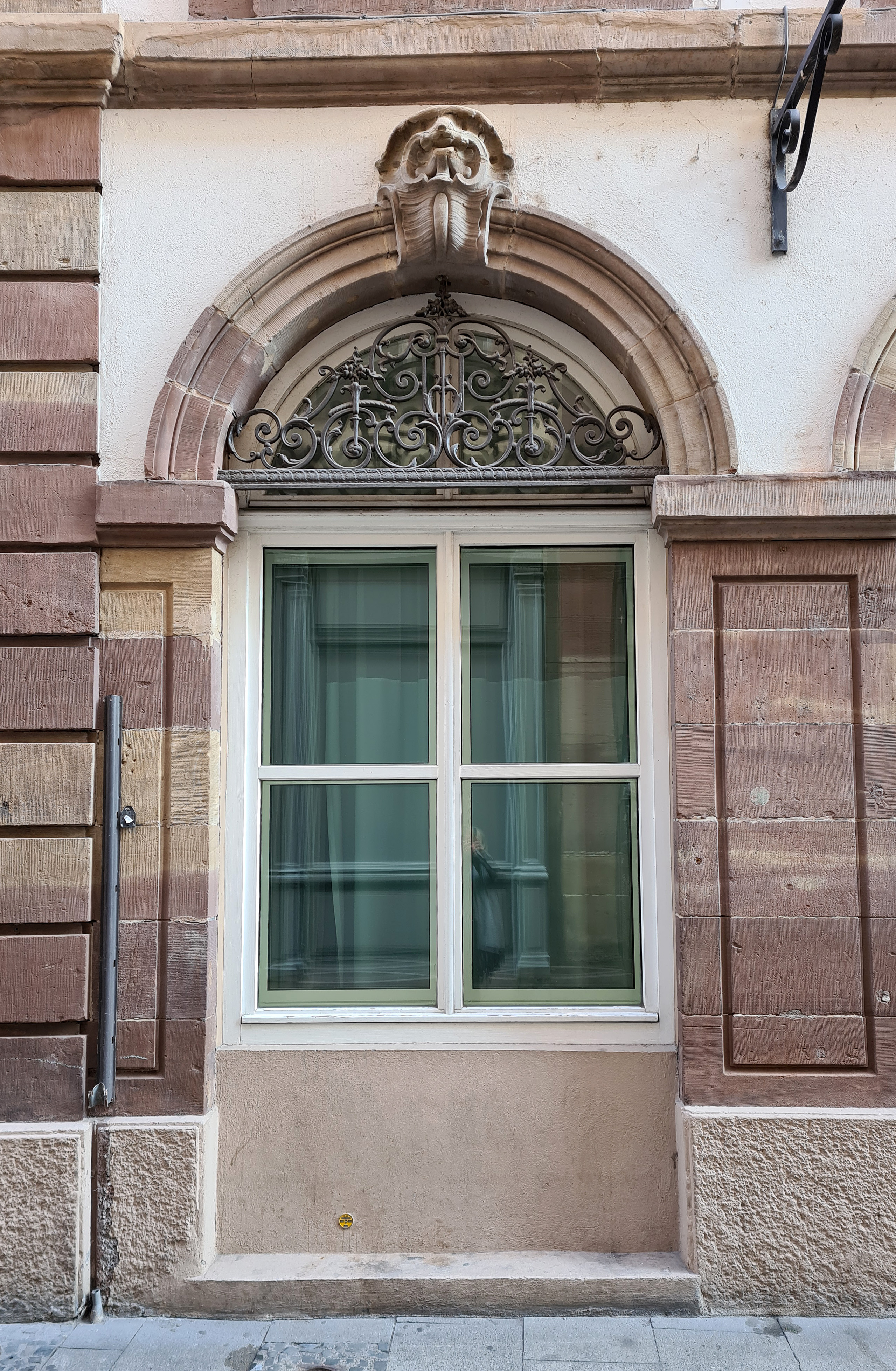

no 2La maison d'artisans Zum Feigenbaum (« Au Figuier ») est longtemps, avec le no 4, la seule à ne s'ouvrir que sur la rue du Miroir. Elle appartient à des relieurs depuis le milieu du XVIIIe siècle jusqu'au début du XXe siècle. En 1749, on construit le no 31 de la rue des Serruriers, qui possède une façade sur la rue du Miroir. À cette occasion, le no 2 perd son pignon latéral.
Cette maison est détruite en 1944, mais son propriétaire n'est pas autorisé à la reconstruire. Le terrain est occupé par une nouvelle bâtisse, annexe du no 31 de la rue des Serruriers, légèrement en retrait de l’ancien alignement.